# Acraea hova
Acraea hova är en fjärilsart som beskrevs av Jean Baptiste Boisduval 1833. Acraea hova ingår i släktet Acraea och familjen praktfjärilar. Inga underarter finns listade i Catalogue of Life.